# Garda Dezső
Garda Dezső (Kolozsvár, 1948. augusztus 26. –) tanár, szociográfus, történész, politikus. Becsek Garda Dezső Kálmán, B. Garda Dezső néven is publikál.

## Életútja
Édesapja Garda Kálmán ügyvéd, édesanyja Becsek Juliánna tisztviselő. Tanulmányait szülővárosában végezte, felsőfokú tanulmányokat a Babeș–Bolyai Tudományegyetemen folytatott, 1973-ban szerzett történelem szakos középiskolai tanári diplomát.
Gyergyóremetén tanított 1973–78 közt, ott alapította és szerkesztette a Remetei Híradót, 1978-tól a gyergyószentmiklósi 6-os iskola és a Salamon Ernő Líceum tanára. A líceumban diákjaival szerkesztette a Líceum c. évkönyvet (1978–80). Honismereti szakkört is vezetett, diákjai jól szerepeltek az évente megrendezett Korunk délelőttökön Kolozsvárt.1997-től 2018-ig a Bábes-Bolyai Tudományegyetem gyergyószentmiklósi kihelyezett tagozatának tanára. 1998-tól egyetemi docens.
Az EME újra alapításának tagja (1990). Számos tudományos szociográfiai és történelmi dolgozat szerzője, első írásait a Korunk adta közre. 1995-ben a történelemtudományok doktora címet nyerte el Bukarestben. 1989. december 25-én kezdeményezésével és irányításával létrejött a gyergyószentmiklósi RMDSZ. 1996-ban megválasztották a Hargita megyei RMDSZ parlamenti képviselőjének, újraválasztások révén 2008-ig töltötte be ezt a tisztséget, ekkor függetlenként indult, s elvesztette mandátumát. Újra a tudományos munkálkodáshoz tért vissza, a székelység és az erdélyi örmények múltját és történelmét kutatja.
Képviselői tevékenységéről
Garda Dezső küzdelme az erdőmaffia és az illegális tulajdon visszaszolgáltatások ellen
Három mandátuma idején – 12 évig – parlamenti képviselőként viaskodott az erdőmaffia és az illegális tulajdon visszaszolgáltatások ellen. 1998 és 2000 között tagja volt annak a parlamenti különbizottságnak, amely a romániai erdőgazdaság helyzetével foglalkozott. Tevékenységének köszönhetően 1995-ből 4 millió köbméter széltörés bejelentésének az elmulasztása derült ki. Jelentéseket készített az erdészeknek munkakörükkel való visszaéléseiről, és az általuk elkövetett törvénytelen kitermelésekről. A Képviselőház 2000. évi parlamenti határozatát – a törvénysértők megbüntetésére vonatkozóan – az illetékes ügyészségi szervek és a bíróságok nem tartották tiszteletben. Az Országos Erdőalapnak több százmilliárd lejjel történő megkárosításával járó bűncselekményeket egyes érdekcsoportok képviselőinek a közbelépése után az ügyészségi és a bírósági szervek a büntetőjogi vagy bírósági eljárás során eltussolták.
Garda Dezső 2001-ben és 2003-ban a Visszaélések, Korrupció és Petíciós Kivizsgáló Bizottság tagjaként, több ellenőrzést szervezett a Földművelésügyi, Erdészeti és Vidékfejlesztési Minisztérium ellenőrző szervével, az Országos Környezetvédelmi Ügynökség és a Pénzügyőrség szakembereivel az illegális erdőirtások megállítására. Bár az ellenőrző szervek különösen súlyos bűncselekményeket találtak, amelyek több mint tíz bűnügyi dosszié megszövegezéséhez vezettek, az ügyek nagy részét az ügyészek és bírák ezen esetekben is eltusolták.
2006-2007 között a Képviselőházi Visszaéléseket, Korrupciót és Petíciókat Kivizsgáló Bizottság tagjaként, miután súlyos törvénytelenségeket tárt fel a termőföld és erdőtulajdon helyreállítására vonatkozó jogszabályi rendelkezések be nem tartásával kapcsolatban, közös ellenőrzéseket kért a Nemzeti Vagyon-visszaszolgáltatási Ügynökségtől, akik a Visszaéléseket, Korrupciót és Beadványokat Kivizsgáló Bizottságának ellenőrző csoportjával és az Országos Rendőr-főfelügyelőséggel helyszíni kivizsgálásokat folytattak. Az ellenőrzések után Garda Dezsőnek számos konfliktusa keletkezett a tulajdon visszaszolgáltatásban résztvevő helyi tisztségviselőkkel, valamint az RMDSZ országos és megyei vezetőségével.
2008 januárjában a Képviselőház Visszaéléseket, Korrupciót és Petíciókat Kivizsgáló Bizottságának munkacsoportja újra Gyergyószentmiklósra utazott, hogy helyszíni kivizsgálásokat végezzen a tulajdon visszaszolgáltatással kapcsolatos törvénytelenségek ügyében. A bizottsági jelentésben rögzített tények nyilvánosságra hozása után, az illegális tulajdon visszaszolgáltatásban érintettek minden eszközt felhasználtak arra, hogy megakadályozzák a törvénytelenségek elkövetőinek törvényszéki felelősségre vonását.
A famaffiához köthető érdekcsoportok politikai nyomása, illetve a csúszópénzek eredményeként –2008 őszén – Garda Dezsőt eltávolították a politikai életből.
Az erdővédelemmel kapcsolatos törvényalkotási tevékenysége
Garda Dezső egyik legjelentősebb jogalkotási kezdeményezése a közbirtokosságok, az obști de moșneni és obști de răzesi nevű közösségi erdő és legelőtársulások újjáalapításához kapcsolódott, melyet 1997-ben fogalmazott meg. Ezzel kapcsolatban később megszövegezte a „ A közösségi területek igazgatásáról, szervezetéről és működéséről” (1998), szóló törvénytervezetet, amely Vasile Lupu parasztpárti képviselő kérésére bekerült a 18-as módosított, „Lupu törvényként” ismert törvénybe. Azt 1999-ben a parlamentben megszavazták, 2000. január 12-én Constantinescu elnök aláírta. Garda képviselő irányításával és kezdeményezésével 2000 januárjában a Gyergyói-medencében ország szinten elsőként újraalakultak a közbirtokosságok.
Számos jogalkotási kezdeményezéssel próbálta meggátolni az erdőkből származó illegális lopásokat. Ezek közé tartozott:
– Jogalkotási javaslat a faanyag kitermelése, feldolgozása és kereskedelmi forgalomba hozatala terén tapasztalt egyes visszaélések megelőzésére (2000.)
– Törvénytervezet az erdészeti törvény módosítására (2001)
- Törvénytervezet az erdészeti kihágásokra vonatkozó törvény módosítására (2001)
– Törvénytervezet az erdőrendtartásra és erdővédelemre vonatkozó törvény módosítására (2001)
– Törvénytervezet a 26/1996. számú Erdészeti törvénykönyv és az erdészeti szabálysértések megállapításáról és szankcionálásáról szóló 31/2000. számú törvény módosításáról és kiegészítéséről (2002.)
– Törvénytervezet az erdészeti rendszer szabályozásáról és az Országos Erdőalap kezeléséről szóló 96/1998. számú kormányrendelet módosításáról és kiegészítéséről.
A törvénykezdeményezés csak a következő évben vált törvénnyé, a 120/2004. számú törvény néven.
 – Jogalkotási javaslat a 98/2003. számú sürgősségi kormányrendelet (2005. év) módosítására
 – Törvénykezdeményezés a 26/1996. számú törvény 40. cikkének módosítására – Erdészeti törvénykönyv (2005)
Garda Dezső a famaffia és erdészeti bűnözés elleni jogalkotási kezdeményezései mellett, a környezet védelmét is fontosnak tartotta. Az erdőalap környezeti védelme érdekében a következő jogalkotási kezdeményezéseket nyújtotta be:
– Jogalkotási javaslat a katasztrófa sújtotta övezetek védelméről (2005)
– Törvénykezdeményezés a széldöntések és más természeti katasztrófák által sújtott erdőterületek védelmére (2006-2007) ( Bár a törvényt a szenátus és a képviselőház is megszavazta, a zárószavazást követően 50 képviselő megtámadta az Alkotmánybíróságon. Az Alkotmánybíróság – az RMDSZ politikai támogatásának hiányában – alkotmányellenesnek nyilvánította a parlament két házában megszavazott törvényt. Alkotmánybíróság 236-os számú határozata a széltörések és egyéb természeti csapások által sújtott erdőterületekről származó faanyag kitermelése és feldolgozása a gazdasági szereplők védelméről szóló törvény alkotmányellenességének bejelentése a Hivatalos Közlönyben jelent meg – 2007. április 5-én – 236-os számmal.
– Törvénytervezet a 103/1996. évi vadászati és vadvédelmi törvény módosításáról és kiegészítéséről (2005-2006)
– A spontán növényvilágból származó ehető gombák felhasználásának közegészségügyi szabályairól szóló törvénytervezet (2005-2006). A zárószavazást követően a tervezet 30/2006 számmal jogerőre emelkedett.
Tagosítási törvénykezdeményezések
Garda Dezső felfogásában a vidéki társadalom középrétegét kellett volna támogatni, a mezőgazdasági termelés jövedelmezőbbé tételével. Ezért többször megfogalmazta a mezőgazdasági területek tagosításáról szóló törvényt.
Törvénytervezetei ebben az értelemben a következők voltak:
– Törvénykezdeményezés a mezőgazdasági, állattenyésztési és az erdészeti társulások támogatására vonatkozóan (2003)
– A mezőgazdasági területek tagosítására vonatkozó törvénytervezet. (2004).
– Jogalkotási javaslat a mezőgazdasági területeknek tagosítás révén történő átszervezéséről (2005. év)
– Törvénytervezet a mezőgazdasági területek átszervezéséről (2006. év)
– Jogalkotási javaslat „Tagosítási törvény” (2007–2008).
– Törvénytervezet a – Mezőgazdasági járadék – XI. cím alatti kiegészítésére a tulajdon és az igazságszolgáltatás reformjához kapcsolódó intézkedések a 247/2005. sz. törvény szellemében. (2007 – 2008).
Jogalkotási kezdeményezések az egyházi egységek támogatására
– Jogalkotási javaslat a szórványban élő, csekély vagy kis jövedelmű, hivatalosan elismert egyházi intézmények anyagi támogatási formáinak kialakításáról (2000.)
– Törvénytervezet az országban hivatalosan elismert egyházi egységekhez tartozó, szórványban élő alacsony vagy kis jövedelmű egyházi intézmények pénzügyi támogatási formáinak létrehozásáról (2002.)
– Jogalkotási javaslat a 2002. március 18-i 125. sz. törvénnyel jóváhagyott, Romániában elismert, vallási kultuszokhoz tartozó egyházi egységek pénzügyi támogatási formáinak megállapításáról szóló, 2001. augusztus 30-i 82. számú kormányrendelet módosítására. (2004.)
 – A kis jövedelemmel rendelkező, szórványban működő egyházi intézményeknek az állam általi támogatását szolgáló törvénytervezet. (2004. június 9)
 – A szórványban tevékenykedő nem klerikális egyházi alkalmazottak anyagi támogatására vonatkozó törvénykezdeményezés (2004. augusztus 31.)
– A 2002. március 18-i 125. törvénnyel jóváhagyott törvényjavaslat a Romániában elismert vallási kultuszokhoz tartozó egyházi egységek pénzügyi támogatási formáinak létrehozásáról szóló, 2001. augusztus 30-i 82. számú kormányrendelet módosítására és kiegészítésére. (2006)
Jogalkotási javaslatok a nyugdíjra vonatkozóan
– Jogalkotási javaslat az állami nyugdíjrendszerről és az egyéb társadalombiztosítási jogokról szóló 19/2000. sz. törvény kiegészítésére (2007)
– Törvénykezdeményezés a 13. nyugdíj megállapításáról (2008)
– Jogalkotási javaslat a túlélő házastárs havi támogatásáról szóló 578/2004. sz. törvény módosítására (2008)
Jogalkotási kezdeményezések az Országos Takarékpénztárnál 1990.11.01-ig a Dacia személygépkocsira pénzösszegeket letétbe helyező betétesek kártalanítására vonatkozóan – 2007-ben vált törvénnyé.
Az első jogalkotási kezdeményezést – „az Országos Takarékpénztárba (CEC) befizetett azon betétesek kártalanításáról szólt, akik 1990.11.01-ig pénzösszegeket helyeztek el Dacia személygépkocsik vásárlása érdekében” – a kezdeményezést 1999-ben nyújtotta be a Képviselőház állandó bürójához.
Három évvel később, 2002-ben ismét benyújtotta a „Az Országos Takarékpénztárnál azon betétesek kártalanítására vonatkozó törvényjavaslatot, akik 1990.11.01-ig különböző pénzösszegeket helyeztek el DACIA személygépkocsik vásárlása érdekében”.
2006. december 12-én harmadszor nyújtotta be ezt a törvénykezdeményezést. (Amikor 2007 májusában a Képviselőházban megszavazták a jogalkotási kezdeményezést, a törvény egyik alkotójaként Garda Dezsőt is kezdeményezőnek ismerték el a Konzervatív Párti, a Nagy Románia Párti és a Szociáldemokrata Párti, e témában tett javasolók mellett).
Levéltári Törvényre vonatkozó jogi kezdeményezések
Több évtizede hazai és nemzetközi archívumokban kutató tudósként két jogalkotási kezdeményezést nyújtott be ezen a területen, amelyek a következők:
– A levéltári törvény módosítására vonatkozó törvénykezdeményezés (2003. június 9.)
– A közlevéltárak törvénytervezete (2003. október 20.)
Kártérítési törvények
– Jogalkotási javaslat az úgynevezett kulák listákon szereplő személyek kártérítésének jogi szabályozásáról (2008)
– Törvénytervezet az 1956-1962 közötti időszakban, a politikai jellegű elítéltek kártérítéséről (2008)
Törvény Gyergyószentmiklósnak megyei jogú várossá nyilvánításáról
Törvénytervezet Gyergyószentmiklósnak megyei jogú várossá nyilvánításáról (1998) – a kezdeményezést a 2000-es évi választások után megszüntették.
2001-ben újra megfogalmazta a „Gyergyószentmiklós megyei jogú várossá emeléséről” szóló törvénykezdeményezést. A Képviselőházi és a Szenátusi szavazások után, a kezdeményezés 2003-ban 584/2003-as szám alatt törvénnyé vált.
Garda Dezső kiállásai az erdélyi magyarság megmaradásáért
– 1997 és 2008 közötti időszakban legtöbb alkalommal március 15-én, október 6-án és 23-án, ő méltatta a magyar nemzeti ünnepeket a romániai parlamentben.
– Székelyföld területi autonómiájának törvénytervezete (2005-2012)
– 2006. november 30-án, Romániának az Európai Unióba való felvétele előtt – az európai uniós megfigyelők és a nagykövetek előtt – parlamenti beszédében követelte Székelyföld területi autonómiájának megadását.
Egyéb törvénykezdeményezések
– Jogalkotási javaslat romániai kutatóállomás létrehozására az Anktarktiszon (2000)
– A megyei és a helyi tanácsok kezelésében lévő kereskedelmi felületek eladására vonatkozó törvénykezdeményezés (2001)
– Törvénytervezet a Romániai Állambiztonsági Szerveknek a Parlament általi ellenőrzésére vonatkozóan (2001)
– Törvényjavaslat a román alkotmány felülvizsgálatára vonatkozóan (2003)
– Törvénykezdeményezés az 571/2003-as számú adóügyi törvény módosítására, az egyházak és az iskolák fűtésére használt folyékony fűtőanyag luxusadójának visszatérítésére vonatkozóan (2003)
– A 46/1996-os törvény kiegészítése a kötelező katonai szolgálat megszüntetésére vonatkozóan (2003)
– Jogalkotási javaslat a 70/2003. sürgősségi kormányrendelet 1. sz. cikkének (1) cikkelyének módosítására az I-IV. osztályos tanulók, és az óvodások számára tej- és sütőipari termékékkel való ellátásáról. (2004)
– Jogalkotási javaslat a 630/2002 Filmművészeti törvény módosítására vonatkozóan. (2005-2006)
– Jogalkotási javaslat az építész hivatás szervezésről szóló 184/2001. sz. törvény módosítására vonatkozóan. (2007)

## Köteteiből
- Változó valóság (közrem., szociográfiai tanulmánykötet, 1978)
- Gyergyó a történelmi idő vonzásában (1992)
- Székely hadszervezet és faluközösség (1994)
- A forradalom katonái Csíkban és Gyergyóban : 1848-1849 (1998)
- A falutörvénytől a közbirtokosságig : Gyergyóújfalu monográfiája. (1998)
- Főnépek, lófők, gyalogkatonák Csíkban és Gyergyóban. Csík és Gyergyó gazdasági fejlődése és népességének alakulása 1750-ig; Státus, Csíkszereda, 1999
- A székely közbirtokosság 1-2.: Státus, Csíkszereda, 2002.
- Kultúra és civilizáció, 1-2.; Alutus, Csíkszereda, 2003
- Munkarend és hagyományőrzés a székely faluközösségben. Gyergyóremete monográfiája, 1-2.; Státus, Csíkszereda, 2003
- Becsek Garda Dezső: Az erdővisszaadás kálváriája Székelyföldön; Scripta, Nagyvárad, 2004
- Megmaradásunk esélyei; szerk. B. Garda Dezső; Státus, Csíkszereda, 2005
- B. Garda Dezső: Kultúra és civilizáció, 1-2.; 2. jav. kiad.; Státus, Csíkszereda, 2005
- Gyergyószentmiklós története, 1-2.; Státus, Csíkszereda, 2007
- Gyergyói örmények könyve, 1-2. (készült a Hadimúzeum Alapítvány kiadásában a csíkszeredai Státus nyomdában, 2007)[1]
- A megfigyelt történelemkör. A gyergyószentmiklósi Salamon Ernő középiskola történelemköre a romániai magyar sajtóban; Státus, Miercurea-Ciuc, 2009
- A törvénykező örmény közösség : a Mercantile Forum iratai [1805–1844], 1-3. (2010)
- A mezővárostól a rendezett tanácsú városig; szerk. Garda Dezső; Státus, Csíkszereda, 2011
- A kastély árnyékában. Gyergyószárhegy története 1849-ig; Státus, Csíkszereda, 2012
- Az Országos Magyar Párt és Gyergyószentmiklós közélete az 1919-1933 közötti időszakban, 1-2. Státus, Csíkszereda, 2013
- Gyergyószentmiklós gazdasági-társadalmi élete. Az 1919–1933 közötti időszakban, 1-2.; Státus, Csíkszereda, 2015
- Gyergyó. Az 1916-os román betörés viharában.F&F INTERNATIONAL kft. Gyergyószentmiklós, 2016
- A gyergyószentmiklósi közbirtokosság története.F&F INTERNATIONAL kft. Gyergyószentmiklós, 2017
- Gyergyó kulturális értékei. F&F INTERNATIONAL kft. Gyergyószentmiklós, 2018
- Az erdélyi fejedelemség és Gyergyó 1, Hadimúzeum Alapítvány. Budapest, 2018
- Az erdélyi fejedelemség és Gyergyó 2, Hadimúzeum Alapítvány. Budapest, 2019
- A magyarság történelmének gyergyói otthona.F&F INTERNATIONAL kft. Gyergyószentmiklós, 2020
- Székelyföld az 1918. év végi román hódítástól az Országos Magyar Párt megalakulásának időszakáig. Impériumváltás Gyergyóban. F&F INTERNATIONAL kft. Gyergyószentmiklós, 2021
- A nagyenyedi Bethlen Kollégium története a 19. század végéig. Garda József élete és munkássága. F&F INTERNATIONAL kft. Gyergyószentmiklós, 2022
- Közbirtokosság és magyar nyelvű főiskola. Képviselői tevékenységemről a romániai magyar sajtóban (1997 – 2000). F&F INTERNATIONAL kft. Gyergyószentmiklós, 2023

### Szerkesztett kötetei
- Megmaradásunk esélyei. Státus Kiadó, Csíkszereda, 2005
- A mezővárostól a rendezett tanácsú városig. Státus Kiadó, Csíkszereda, 2011
- A gyergyószentmiklósi örmények és az erdélyi magyar-örmény identitástudat. Státus Kiadó, Csíkszereda, 2014
- A székelység 12-17. századi története és a Blénessy család. Státus Kiadó, Csíkszereda, 2015
- Az 1916-os évi katonai betörés és Székelyföld. Státus Kiadó, Csíkszereda, 2017
- A trianoni békediktátum és a magyarság autonómiatörekvései. Státus Kiadó, Csíkszereda, 2020
- Rendszerváltás vagy hatalomátmentés Romániában? F&F International Kiadó, Gyergyószentmiklós, 2023